# 다케야마 유코
다케야마 유코(일본어: 竹山 裕子, 1991년 9월 30일 ~ )는 일본의 여자 축구 선수이다.

## 구단 경력
나데시코 리그의 우라와 레즈, AS 엘펜 사이타마에서 활동했다.

## 국가대표팀 경력
그녀는 2008년 FIFA U-17 여자 월드컵에 참가할 일본 U-17 국가대표팀에 발탁되었으며, 3경기에 출전했다. 2010년 FIFA U-20 여자 월드컵에도 출전했다.